# Мина (Красноярский край)
Мина — посёлок  в Партизанском районе Красноярского края.   Административный центр Минского сельсовета.

## География
Расположен на реке Мина, при автодороге 04Н-738, в 60 км юго-западнее Партизанского.

### Климат
Климат умеренно холодный, континентальный. Вегетационный период продолжается, в среднем, 135 дней–148 дней, а безморозный в среднем 96 дней, с колебаниями в отдельные годы от 105 до 79 дней. Устойчивый снежный покров лежит более пяти месяцев (в среднем с первой декады ноября до конца апреля). Средняя высота снежного покрова под пологом составляет 56 см, на открытых участках – 19 см. Среднегодовое количество осадков 375 мм. Средняя температура воздуха за год -0,9°С.

## История
В июле 1948 года в Мину были депортированы около 300 литовцев. Депортированные в основном занимались заготовкой леса. В 1957 году литовцам было разрешено вернуться в Литву, что многие и сделали в период с 1958 по 1960 годы. В 1990 году некоторые бывшие ссыльные посетили эти места, и вывезли на родину останки 12-ти ссыльных.

## Население
| 2010 |
| ---- |
| 541  |

## Достопримечательности, памятные места
В 1960 году в посёлке установлен памятник «Вечная память и слава верным сынам нашей Родины».

## Инфраструктура
Личное подсобное хозяйство с зоной сельскохозяйственного использования, индивидуальная застройка усадебного типа.
Минская средняя общеобразовательная школа

## Транспорт
Автобусное сообщение с райцентром. Остановка общественного транспорта «Мина». 